# 尧勒巴斯汗
尧勒巴斯（Yulbars，？—1668年），也译为尤勒巴尔斯汗，叶尔羌汗国第10任可汗，阿不都拉哈汗的儿子，最初为喀什噶尔总督。他扶植來自中亞的白山派首領瑪木特玉素布，反对黑山派，终于在1667年，将父亲逼走，自己进入叶尔羌成了大汗。即位后他大肆镇压黑山派，黑山派势力被迫流亡阿克苏，拥立阿不都拉哈汗的弟弟伊思玛业勒为汗，西征叶尔羌。因为准噶尔部的支持，尧勒巴斯暂时取得了胜利。但是准噶尔浑台吉僧格意图控制叶尔羌汗国，这使尧勒巴斯和白山派和卓非常不满。1668年，僧格派人杀死尧勒巴斯，白山派和卓拥立尧勒巴斯的儿子阿不都·拉提夫即位。
| 前任： 阿不都拉哈汗 | 叶尔羌汗国君主 1667年—1668年 | 繼任： 阿不都·拉提夫 |